# Leonardo Cilaurren
Leonardo Cilaurren Uriarte (Bilbao, España, 5 de noviembre de 1912 - Madrid, 9 de diciembre de 1969) fue un futbolista español. Jugó como centrocampista en la liga española, argentina, uruguaya y mexicana y fue parte del equipo de estrellas, elegido para la Copa Mundial de Fútbol de Italia de 1934.

## Trayectoria
Nacido el 5 de noviembre de 1912 en el barrio de Zorroza, Bilbao (España), procedía de una familia de comerciantes acomodados que tenían una carnicería, por ello popularmente se le conocía como "El carnicero de Zorroza". Se desempeñaba como medio derecho y tenía unas magníficas condiciones físicas, a pesar de su corpulencia y gran fuerza era muy habilidoso y técnico, poseía un gran desplazamiento en largo y un excelente juego aéreo.
Empezó a descubrir el fútbol desde muy pequeño en su barrio, ingresó en el Zorroza Futbol Club y fue dejando los estudios pese a la opinión contraria de sus padres. En 1929 fichó por el Arenas Club de Guetxo y allí debutaría en Primera División en un Real Madrid 5 - Arenas 2, llegando a participar en un total de 10 encuentros ese año en el torneo doméstico. Permaneció en el conjunto rojinegro las temporadas 1930-1931 y 1931-1932 en que acabó quinto de la clasificación.  
En abril de 1932 llegó el acuerdo entre el Arenas y el Athletic por el cual, a cambio de 10 000 pesetas, Cilaurren pasaba a formar parte del equipo bilbaíno. Se puso a las órdenes de Mr.Pentland para la Copa que empezaba a mediados de mes, en la que jugó tres partidos, pero no jugó la final (vencieron 1-0 al F.C. Barcelona) debido a una lesión. En su primera campaña completa fue titular en 15 encuentros de Liga, donde el Athletic finalizó segundo tras el Real Madrid, y obtuvo además del Campeonato de Vizcaya, otra Copa del Rey, esta vez si pudiendo ser alineado en la final ante el equipo "merengue", al que derrotaron por 2-1. Al año siguiente, en 1934, amplió su palmarés con el título de Liga, el Athletic de Blasco, Muguerza, Roberto, Bata, Iraragorri o Gorostiza conseguía el tercer trofeo tras los conquistados en 1930 y 1931, después de superar al Real Madrid por 2 puntos. En ese mismo año, Cilaurren fue convocado para integrar la selección de fútbol de España en el Mundial de 1934 celebrado en Italia, jugando el famoso partido que la selección española perdió ante los italianos tras una exhibición de violencia del equipo local (por lo cual el juego fue apodado la Batalla de Florencia). El curso 1934-1935 supuso una decepción para el Athletic, acabaron cuarto en Liga, muy lejos del Betis, y en la Copa precisamente el conjunto verdiblanco les eliminó en 1/8 de final por un global de 5-2. La llegada al equipo de Ángel Zubieta, en la temporada 1935-1936, y una importante lesión postergaron a Cilaurren al banquillo, en una Liga que ganaron los bilbaínos por 2 puntos del ventaja al Real Madrid. Únicamente se pudo contar con él para los partidos de Copa y el Campeonato Regional. Tras acabar la Guerra Civil se exilió en América donde jugó en River Plate, Peñarol y Real España. 
En el verano de 1936 se inició la guerra civil española y Cilaurren se enroló junto a varios compañeros en la Selección de Euzkadi que se enfrentó a varios equipos europeos y posteriormente cruzó el charco para jugar en Sudamérica. Decidió exiliarse definitivamente en 1939 y se trasladó a Argentina para fichar por River Plate. Con los "millonarios" no tuvo un papel destacado en las dos campañas que estuvo (1939-1941), no era un fijo de las alineaciones y solía entrar al campo para reemplazar a José María Minella o Aarón Wergifker. Coincidió con sus compatriotas Blasco y Aedo, marchándose poco antes de que se terminara de formar la mítica delantera conocida como La Máquina, con sus cinco delanteros clásicos. 
Su siguiente destino fue Uruguay, jugando para el Peñarol de Montevideo. En un plantel en el que militaba un futuro héroe del Maracanazo como el portero Roque Máspoli, o el centrocampista Álvaro Gestido, campeón del Mundo de 1930, Cilaurren se hizo con un sitio en el centro del campo entre 1941 y 1943 llegando a lograr como entorchado más importante la Copa Escobar-Gerona. Tras su ciclo uruguayo vivió sus últimos días como futbolista en el Real Club España mexicano, una institución que juntó a Blasco, Lángara, Iraragorri, el argentino “Charro” Moreno o los cubanos Ayra y “Romperredes” Tuñas  en un excepcional escuadra. Conquistaron la Copa de México en 1944 al ganar por 6-2 al Atlante FC en la final; la Liga de 1945 al aventajar en 8 puntos al Puebla y la Copa de Campeones consecutivamente en 1944 y 1945 tras sendas victorias sobre el Asturias y el Puebla. Se retiró con 32 años al finalizar la temporada de 1945.
Tras varios años en el extranjero, Cilaurren volvió a España en 1953 y se estableció en Madrid, regentando un bar de estilo vasco. Enfermó de cáncer, falleciendo en 1969.

## Selección nacional
Fue 14 veces internacional con España entre 1931 y 1935. Fue uno de los integrantes del equipo ideal de la Copa del Mundo de 1934.

## Clubes
| Club                  | País      | Período   | Partidos | Goles |
| --------------------- | --------- | --------- | -------- | ----- |
| Arenas Club de Guecho | España    | 1929-1931 | 53       | 2     |
| Athletic Club         | España    | 1932-1936 | 105      | 5     |
| River Plate           | Argentina | 1939-1941 | 19       | 3     |
| Peñarol               | Uruguay   | 1941-1942 | 24       | 2     |
| Real Club España      | México    | 1943-1945 |          |       |

## Palmarés
- Primera División de España (1933-34 y 1935-36)
- Copa del Rey (1933)
- Torneo Competencia (1941 y 1943)
- Copa de México (1944)
- Liga de México (1945)
- Campeón de Campeones de México (1944 y 1945)